# Kasteel van Kreke
Het kasteel van Kreke stond in het Nederlandse ambacht Kreke, provincie Zeeland. Zowel het kasteel als het ambacht en dorp zijn ten onder gegaan tijdens de Sint-Felixvloed van 1530 en liggen sindsdien in het Verdronken Land van Zuid-Beveland.
Het ambacht Kreke was in eigendom van de familie Van der Kreke, die hier waarschijnlijk al in de 13e eeuw een kasteel bouwde. De familie raakte zijn bezittingen echter al snel kwijt, maar onbekend is waarom dat gebeurde: wellicht stierf de familie in mannelijke lijn uit of raakte ze in ongenade en verloor al haar eigendommen.

Wapen van de heerlijkheid Kreeke

In 1395 was Jan van Arkel ambachtsheer van Kreke en dus ook eigenaar van het kasteel. Aan het ambacht Kreke was tevens de functie van dijkgraaf van de watering beoosten Yerseke verbonden. Ondanks dat Van Arkel elders woonde en waarschijnlijk weinig aandacht zal hebben gehad voor het dijkbeheer, werd hij meerdere keren als dijkgraaf bevestigd.
Wouter van Gent was in 1413 dijkgraaf. Gezien de onderlinge verbondenheid van de functies zal hij ook ambachtsheer en kasteelheer van Kreke zijn geweest.
Graaf Jan van Beieren verkocht op 10 januari 1424 het ambacht met het kasteel aan Otto van Reimerswaal, inclusief de functie van dijkgraaf. Het kasteel diende tevens als open huis voor de graaf, en de kasteelheer mocht geen onderdak verlenen aan ballingen en misdadigers. Otto deed het ambacht overigens in 1428 over aan Floris van Haamstede, die al eerder dijkgraaf van de watering beoosten Yerseke was geweest. Floris was kennelijk in 1421 in ongenade gevallen en was toen al zijn bezittingen kwijtgeraakt, inclusief zijn functie als dijkgraaf; nu kreeg hij deze weer terug.
Na het overlijden van Floris rond 1450 kreeg Jan Vassy het ambacht, kasteel en dijkgraafschap, als dank voor zijn diensten aan Filips de Goede.
Jan van Silly was de laatste ambachtsheer van Kreke en tot 1520 tevens dijkgraaf. Vermoedelijk woonde hij op het kasteel. In 1530 werd Zuid-Beveland getroffen door de Sint-Felixvloed waarbij het kasteel door het water werd verwoest. Jans weduwe Johanna van Haldwijn werd in 1542 nog genoemd als eigenares van de gronden en het kasteel van Kreke, maar aangezien alles onder water stond, stelde dit bezit niets meer voor.
Aldegonde · Kasteel van Axel · Baarland · Baarsdorp · Barbestein · Biervliet · Bieweg · Blodenburg · Huis der Boede · Brijdorpe · Bruëlis · 't Burchtje · Burggravensteen · Buttinge · Coxijde · Crayenstein · Duinbeek · Duivelsberg · Ellewoutsdijk · Filippenburg · Geersdijk · Gistellis · Gravenhof · Slot Haamstede · Kasteel Hellenburg · Herkestein · Heuvelsweg · Hoge Huis · Ter Hooge · Hoogkamer · Kats · Kind van Trente · Kleverskerke · Kortgene · Kreke · Kruiningen · Laterdale · Lodijke · Maalstede (Hulst) · Maalstede (Kapelle) · Magdalon · Hof Ter Moere · Moermond · Te Mortiere · Muiden · Hof ter Nisse (Nisse) · Hof ter Nisse (Ossenisse) · Oostende · Oostende (Goes) · Oosterstein · Poelvoorde · Poortvliet · Popkensburg · De Pottere · Poucques · Pronkenburg · Ravenstein · Saeftingher Slot · Kasteel van Sint-Maartensdijk · Schengen · Sluis · Smallegange · Stavenisse · Tolhuis van Iersekeroord · Huus ter Tolne · Torenberg · Torenhoeve · Toren van Bourgondië · Troye · Valkenisse · Vinninghen · Vlissingen · Voorhoute · Waarde · Watervliet · Weldamme · Welland · Huis te Werf · Te Werve · Westenschouwen · Westhove · Westkerke · Windenburg · Zandenburg · Zwanenburg